# Pio Gramigna
Pio Gramigna (Faenza, 9 novembre 1909 – ...) è stato un calciatore e allenatore di calcio italiano, di ruolo centrocampista.

## Carriera
Cresciuto nel Faenza, debutta in Serie B con la Cremonese nel 1932-1933; con i grigiorossi disputa cinque campionati di Serie B ed altrettanti di Serie C, con due promozioni e due retrocessioni. L'esordio in Serie B avviene a Bergamo il 18 settembre 1932 nella partita Atalanta-Cremonese (1-1).
Conta complessivamente 123 presenze e 6 reti in serie cadetta.

## Palmarès

### Club

#### Competizioni nazionali
- Serie C: 2

Cremonese: 1935-1936, 1941-1942